# Josef Čada
Josef Čada (Praga, Bohemia (actual República Checa), 30 de marzo de 1881-ibídem, 1 de diciembre de 1959) fue un gimnasta artístico checo que compitió por Bohemia, campeón mundial en 1913 en barra horizontal.

## Carrera deportiva
En el Mundial de París 1913 ganó la medalla de oro en barra horizontal, empatado con el francés Marco Torrès, y por delante del italiano Osvaldo Palazzi, el belga A. Demol y el también bohemio Josef Sykora.